# Solfuro mercurico
Il solfuro mercurico (o cinabro) è il sale di mercurio (II) dell'acido solfidrico.
A temperatura ambiente si presenta come un solido rosso inodore.